# Nokia 9 Pureview
Nokia 9 Pureview é um smartphone da marca Nokia que roda o sistema operacional Android.A HMD Global lançou esse celular em 24 de fevereiro de 2019. 